# Fórum (antika)

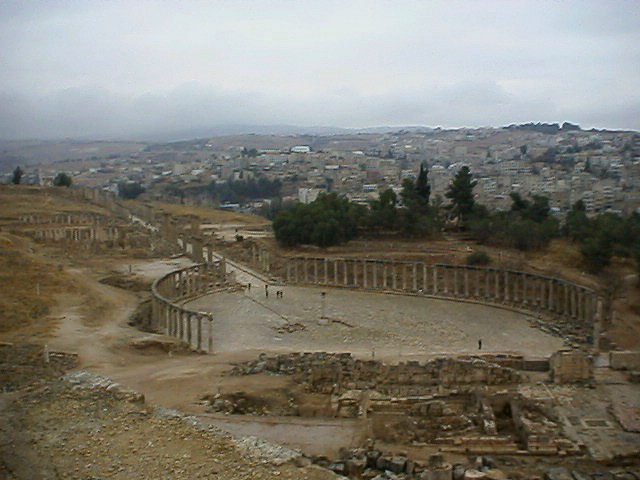
Římské fórum v městě Džaraš (antická Gerasa), Jordánsko

Fórum (latinsky krátce forum) byl veřejný prostor ve středu starověkého římského města. Nejznámějším příkladem fóra je Forum Romanum v Římě. Některá fóra se zachovala i do dnešní doby a tvoří často náměstí současných měst. Patří sem třeba:
- Lucca – dnešní Piazza San Michele
- Verona – dnešní Piazza delle Erbe

Další příklady lze nalézt také v Athénách, Philippoi (Řecko), Méridě ve Španělsku nebo v italských Pompejích.
V nově zakládaných římských městech byla fóra stavěna v místě nebo blízko místa křížení dvou hlavních ulic: severojižní cardo a východozápadní decumanus.
Za období Principátu se v Římě vyvinul nový typ fóra – tzv. císařské fórum. Tato fóra nechávali stavět jednotliví císařové jako centra své moci, politického života a administrativy. Většinou byla obdélného půdorysu. Na jedné straně byl hlavní vchod a na druhé chrám zasvěcený císařovu soukromému ochrannému božstvu. Po stranách pak stála sloupořadí. První nechal postavit již Caesar. Dalšími známými jsou například Augustovo nebo Traianovo.

## Budovy na fóru
- Bazilika
- Římský chrám
- Portikus (sloupořadí)